# Climacoceras
Climacoceras (en llatí, 'banyes d'escala') és un gènere extint d'artiodàctils del Miocè, que habitaren a Àfrica i Europa. Les espècies de Climacoceras són molt properes a la família dels giràfids, on ja se les havia classificat. Avui en dia se les classifica dins la família dels climacoceràtids. Els fòssils de les dues espècies de Climacoceras (C. gentryi i C. africanus) foren trobats a Kenya. Els animals mesuraven aproximadament 1,5 m d'alçada i tenien ossicons grans, similars als dels antílops.